# شريان مثاني سفلي
الشريان المثاني السفلي (بالإنجليزية: Inferior vesical artery)‏ هو فرع من شريان حرقفي غائر. هو شريان يقع في الحوض.